# Casino de Gujan-Mestras
Le casino de Gujan-Mestras, situé au bord du lac de la Magdeleine, à quelques minutes de la forêt et du golf, a ouvert en 2005. Il dispose, en plus des salles de jeux, de deux restaurants. 

## Histoire
Le projet de construction de casino est décidé par la mairie de Gujan-Mestras en 2000. Si la construction est achevée en 2004, le casino ne peut ouvrir car le ministère de l'Intérieur et de l'Aménagement du territoire ainsi que la commission supérieure des jeux jugeaient qu'il existait déjà trop de casinos dans la région. 
L'accord donné fin 2005 permet son ouverture le 23 décembre 2005. 